# Beleña
Beleña – gmina w Hiszpanii, w prowincji Salamanka, w Kastylii i León, o powierzchni 26,63 km². W 2011 roku gmina liczyła 208 mieszkańców.